# Томас Ф. Уилсън
Томас Франсис Уилсън младши (на английски: Thomas Francis Wilson, Jr.) (роден на 15 април 1959 г.) е американски актьор. Най-известен е с ролята си на Биф Танън във филма „Завръщане в бъдещето“ и неговите продължения.